# Saipina
Saipina – miasto w Boliwii, w departamencie Santa Cruz, w prowincji Manuel Maria Caballero.